# Amakusa (escorteur)
Pour les articles homonymes, voir Amakusa (homonymie).
L’Amakusa était un navire d'escorte, (Kaibokan en japonais), de la classe Etorofu de la marine impériale japonaise pendant la Seconde Guerre mondiale.

## Histoire
Il a été endommagé le 20 décembre 1944, par une mine magnétique proche de l'Île Chichi. Il rejoint la port de Yokosuka pour être mis en cale-sèche le 13 janvier 1945 ; les réparations seront terminées le 22 janvier.
Le 26 février 1945 il est endommagé lors d'un raid des avions de la marine américaine à l'est d'Izu Ōshima : les 26 membres d'équipage sont tués. Envoyé pour une nouvelle réparation à Yokosuka le navire est prêt le 16 mars 1945.
Le 9 août 1945, se trouvant dans le port de la baie d'Onagawa dans la préfecture de Miyagi (Empire du Japon), le navire est attaqué par un Corsair provenant du HMS Formidable (67) de la Fleet Air Arm britannique piloté par le lieutenant canadien Robert Hampton Gray (en). L'avion largue une bombe de 250 kg qui fait exploser le casier à munitions d'une des tourelles faisant couler le navire avec 71 membres d'équipage , l'avion s'écrase également dans la baie tuant son pilote.
En 2007, un mémorial, surplombant la ville de Onagawa dans le parc Sakiyama commémore à la fois l'équipage de l'Amakusa et le lieutenant Robert Hampton Gray.